# III. Bohemund antiochiai fejedelem
III. Bohemund antiochiai fejedelem, más neveken Gyermek Bohemund, Dadogó Bohemund, franciául: Bohémond le Bambe, Bohémond le Baube (1148 körül – 1201), Châtillon Anna magyar királyné féltestvére 1163-tól 1201-ig volt a keresztes állam uralkodója. Antiochiai Konstancia és első férje, Poitiers-i Rajmund idősebbik fiúgyermekeként született, és akkor lépett trónra, amikor az antiochiai nemesek II. Torosszal, Örmény Kilikia urával összefogva megfosztották anyját a koronától. 1164-ben, a hárimi (harenci) csatában fogságba esett, de a győztes Núr ad-Dín aleppói atabég hamarosan szabadon engedte, mert nem akart összetűzni a Bizánci Birodalommal. Bohemund Konstantinápolyba ment, és hűbéresküt tett I. Manuél császárnak, aki arra is rábírta, hogy görög pátriárkát iktasson be Antiochiában. Az antiochiai latin pátriárka, Limoges-i Imre válaszul interdiktum alá helyezte és elhagyta Antiochiát. Bohemund csak akkor hívta vissza Imrét, amikor a görög pátriárka az 1170-es földrengésben életét vesztette.
Bohemund kitartó szövetségese maradt Bizáncnak, Örmény Kilikia új urával, Mlehhel is szembeszállt, hogy segítsen visszaállítani a bizánci uralmat a kilikiai síkságon. Szövetkezett Aleppó és Damaszkusz uraival Szaladin ellen, amikor az elkezdte egyesíteni a keresztes államokat határoló muszlim országokat. 1180-ban eltaszította második feleségét, és egy rossz hírű antiochiai nőt vett el, mire Limoges-i Imre kiátkozta.
Bohemund az 1180-as években elismertette fennhatóságát a kilikiai örmény uralkodókkal, 1187-ben pedig megszerezte második fiának, Bohemundnak a Tripoliszi Grófságot, bár Szaladin 1188 nyarán jóformán az egész Antiochiát és Tripoliszt lerohanta. III. Bohemund szeretett volna békében élni Szaladinnal, ezért nem nyújtott katonai segítséget a harmadik keresztes hadjárathoz. I. Leó örmény király expanzionista törekvései hosszú időre szembefordították egymással Antiochiát és Kilikiát. Leó 1194-ben foglyul ejtette III. Bohemundot, és Antiochiát is meg akarta kaparintani, de a kommunába szerveződő polgárok kiűzték a városból az örmény katonákat. Bohemund csak akkor nyerte vissza a szabadságát, amikor elismerte Leó függetlenségét.
Új konfliktusok kezdődtek, amikor Bohemund idősebbik fia, Rajmund 1197-ben meghalt. Özvegye, Leó unokahúga posztumusz fiúnak, Rupen Rajmundnak adott életet, de Bohemund kisebbik fia, Bohemund a kommuna segítségével szerette volna megszerezni az antiochiai koronát is. III. Bohemund uralkodása utolsó éveiben a fia igényét támogatta, de az antiochiai örökösödési háború egészen 1219-ig elhúzódott.

## Ifjúsága

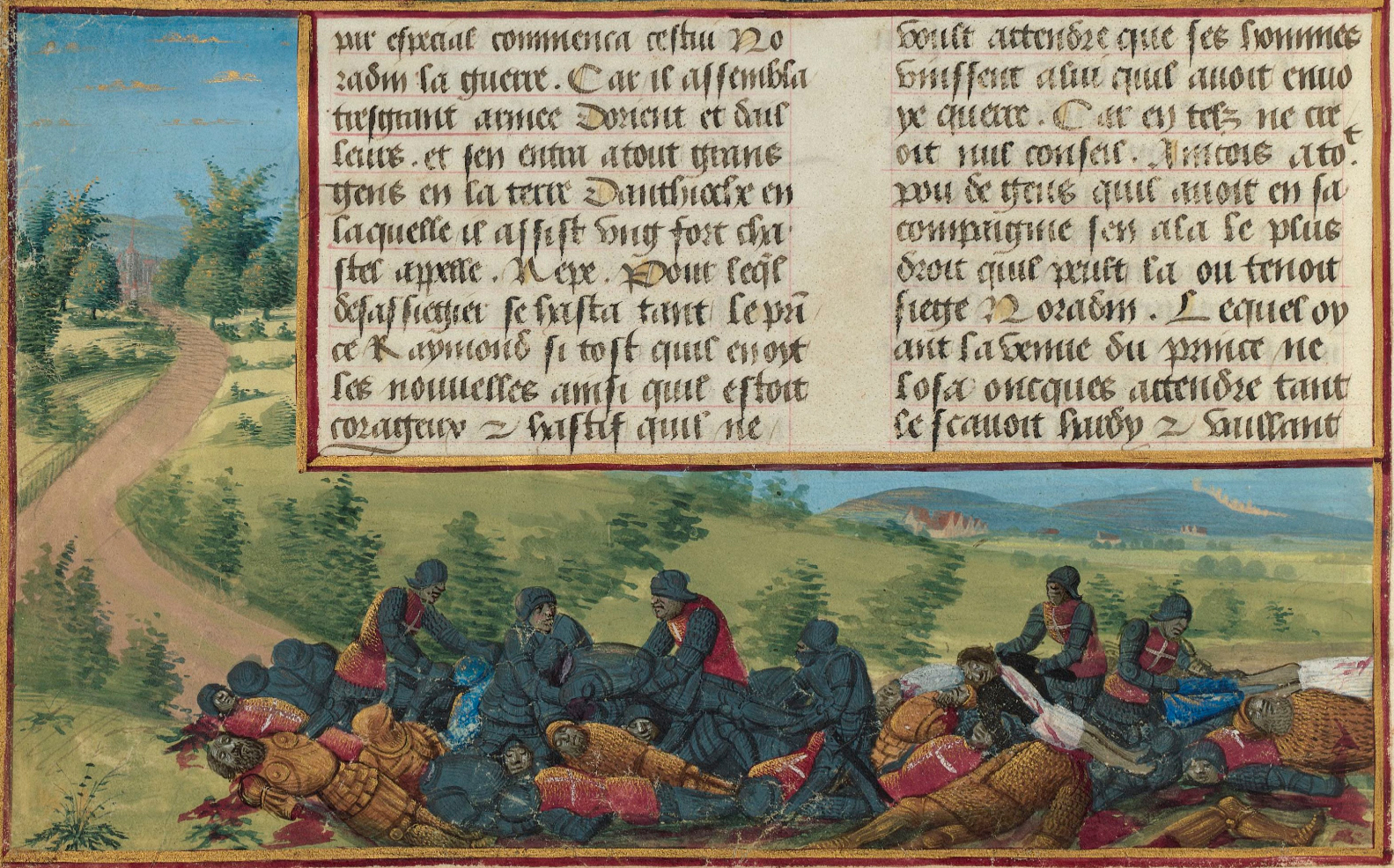
Rajmund fejedelem holttestének megtalálása

Bohemund Antiochiai Konstancia és első férje, Poitiers-i Rajmund idősebbik fiúgyermeke volt, 1148 körül született. Rajmund fejedelem a Núr ad-Dín aleppói atabéggel vívott inábi csatában esett el 1149. június 29-én.
Bohemund anyját, az özvegy Konstanciát sem III. Balduin jeruzsálemi király, sem I. Manuél bizánci császár nem tudta rávenni, hogy újraházasodjon. Végül maga választott férjet Châtillon Rajnald francia lovag személyében, aki nemrég telepedett le Szíriában. Rajnald 1153-tól uralkodott felesége nevében egészen addig, míg Madzsd ad-Dín aleppói kormányzó 1160 vagy 1161 novemberében foglyul nem ejtette.
Az antiochiai polgárok kérésére III. Balduin Bohemundot kiáltotta ki törvényes uralkodóvá, és nagykorúságáig Limoges-i Imre antiochiai latin pátriárkát rendelte mellé régensnek. Konstancia Manuél császárhoz fordult, aki elismerte őt Antiochia fejedelemasszonyának. Konstancia még akkor is ragaszkodott volna uralmához, amikor a fia nagykorú lett, az antiochiai nemesek azonban II. Torosz segítségével 1163 februárjában elűzték a fejedelemségből.

## Antiochia fejedelme

### Az első évek

A keresztes államok 1165 körül

Anyja hatalmának megdöntése után, 1163-ban lépett trónra. Núr ad-Dín az év szeptemberében ostrom alá vette a Tripoliszi Grófság területén álló Krak des Chevaliers várát. III. Rajmund gróf Bohemundhoz fordult segítségért. Bohemund és Konsztantinosz Kalamanosz, Kilikia bizánci kormányzója a vár felmentésére sietett, és az egyesült keresztény seregek az al-bukajai csatában legyőzték az ostromlókat.
Amalrik király Bohemund gondjaira bízta a Jeruzsálemi Királyságot, mielőtt 1164 júliusában hadjáratra indult a fátimida Egyiptom ellen. Bohemund távollétét kihasználva Núr ad-Dín megtámadta a harenci erődöt. Bohemund, III. Rajmund, II. Torosz és Konsztantinosz Kalamanosz Harenc alá vonult, és meghátrálásra kényszerítette Núr ad-Dínt.
Harenc ura megpróbálta lebeszélni róla Bohemundot, hogy üldözőbe vegye az ellenséget, de hiába. Az ezt követő csatára 1164. augusztus 10-én került sor. Núr ad-Dín jóformán megsemmisítette a keresztény hadsereget. A legtöbb parancsnok, így Bohemund és Kalamanosz is fogságba esett, két nappal később pedig magát a várat is elfoglalták. Núr ad-Dín Aleppóba vitte foglyait. Tanácsadói győzködték, hogy induljon meg Antiochia ellen, Núr ad-Dín azonban attól félt, egy ilyen provokáció hatására Manuél bizánci császár annektálná a fejedelemséget. Amalrik Antiochiába sietett, hogy tárgyalásokat kezdjen Núr ad-Dínnal. Váltságdíj fejében Núr ad-Dín hamarosan szabadon is engedte Bohemundot és II. Toroszt, mivel a bizánci császár vazallusainak tekintette őket.

### Bizánci szövetség
Szabadulása után Bohemund Konstantinápolyba ment, és hűbéresküt tett Manuélnek. Anyagi támogatás fejében beleegyezett, hogy magával viszi Athanaszioszt, Antiochia ortodox pátriárkáját. Imre latin pátriárka válaszul elhagyta Antiochiát, és interdiktum alá helyezte a várost. Manuél unokaöccse, Andronikosz Komnénosz, 1166-ban Kilikia bizánci kormányzója többször ellátogatott Antiochiába, hogy találkozhasson Philippával, Bohemund húgával, Manuél sógornőjével. Bohemund panaszt tett Manuélnél, aki leváltotta Andronikoszt, és újra a fogságból szabadult Konsztantinosz Kalamanoszt nevezte ki a helyére.
Bohemund 1168-ban a johannitáknak adományozta Apamea városát. 1170. június 29-én egy hatalmas földrengés Észak-Szíria legtöbb városát elpusztította. Athanasziosz pátriárka a Szent Péter-katedrális romjai alatt lelte halálát, amely éppen mise közben dőlt össze. Bohemund ekkor al-Kuszajrba ment, és rábeszélte az önkéntes száműzetésben lévő latin pátriárkát, hogy térjen vissza egyházközségébe.
1170 elején Mleh örmény fejedelem, aki Núr ad-Dín segítségével elfoglalta Kilikiát, ostrom alá vette a templomos lovagrend Antiochiához közeli várát, Bagraszt. Bohemund segítséget kért Amalrik királytól, egyesített seregük legyőzte Mlehet, aki a kilikiai síkság városait is kénytelen volt visszaadni a Bizánci Birodalomnak. Bohemund viszonya Örmény Kilikiával továbbra is feszült maradt, ami megakadályozta abban, hogy aktív külpolitikát folytasson, míg Mlehet 1175-ben le nem taszították a trónjáról.
1176 májusában Bohemund szövetséget kötött Gümüstekin aleppói atabéggel. Kérésére Gümüstekin szabadon bocsátotta keresztény foglyait, köztük Bohemund mostohaapját, Châtillon Rajnaldot. A Bizánccal való kapcsolatát megerősítendő Bohemund 1177-ben feleségül vette Teodórát, Manuél közeli rokonát.

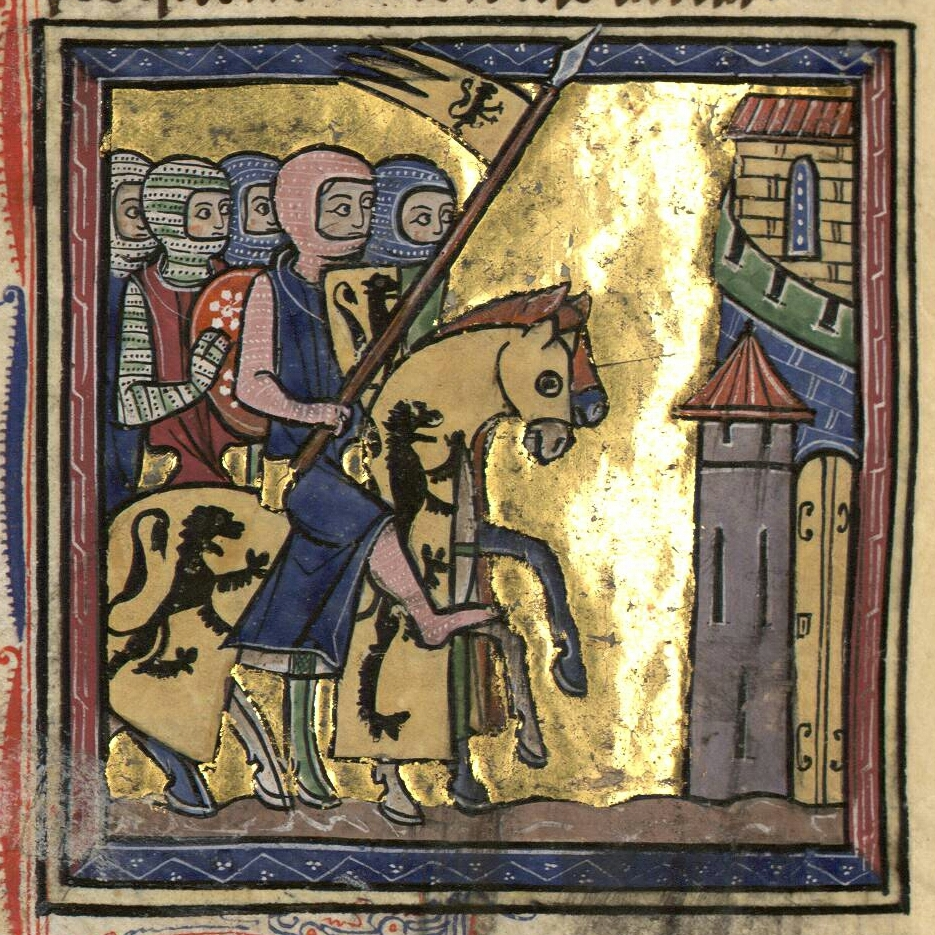
Bohemund és Rajmund úton Jeruzsálembe

Bohemund 1177 szeptemberében megismerkedett Fülöp flandriai gróffal, aki a Jeruzsálemi Királyságba érkezett. A kortárs Türoszi Vilmos krónikás szerint sok keresztes Bohemundot és Tripoliszi Rajmundot okolta azért, hogy Fülöp nem volt hajlandó csatlakozni Jeruzsálem egyiptomi hadjáratához, mert inkább saját területeiken akarták hasznát venni a grófnak. Decemberben Fülöp és Bohemund ostrom alá vette Harencet, Núr ad-Dín fiának, asz-Szálih damaszkuszi emírnek az erődjét, kihasználva a helyőrség lázadását. Csak akkor hagytak fel az ostrommal, amikor asz-Szálih közölte velük, hogy Szaladin, asz-Szálih és Bohemund közös ellensége átlépte az egyiptomi határt, és Szíria felé közeleg. Asz-Szálih 50 000 dínárt fizetett Bohemundnak, és a környékbeli falvak feléről is lemondott Bohemund javára.
Türoszi Vilmos krónikája szerint Bohemund és Tripoliszi Rajmund 1180 elején Jeruzsálem felé indult. IV. Balduin király attól tartott, hogy a két uralkodó (mindketten apja unokatestvérei voltak) meg akarja dönteni a hatalmát, mivel leprás tünetei egyre nyilvánvalóbbá váltak. Bernard Hamilton történész, aki elfogadja Vilmos beszámolóját, azt írja, Bohemund és Rajmund azért ment Jeruzsálembe, hogy férjet válasszanak Balduin húgának és örökösének, Szibilla hercegnőnek, mert megelégelték a király anyai ági rokonainak a befolyását. Balduin azonban gyorsan hozzáadta Szibillát Lusignan Guidóhoz, akit anyjuk, Courtenay Ágnes is támogatott. A házasság is közrejátszott abban, hogy a keleti latin nemesség és a jeruzsálemi országbárók két pártra szakadtak. Bohemund, Rajmund és az Ibelin testvérek voltak a Guidó-ellenes csoport hangadói.

### Konfliktusok

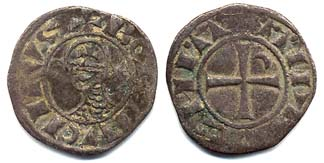
III. Bohemund által veretett garas

Manuél császár 1180. szeptember 24-én meghalt. Bohemund nem sokkal utána eltaszította magától feleségét, Teodórát, és egy rossz hírű, Szibilla nevű antiochiai nőt vett el. Ibn al-Aszír arab történetíró szerint kém volt, aki levelezett Szaladinnal, sőt ajándékot is váltottak egymással. Imre pátriárka házasságtöréssel vádolta és kiátkozta Bohemundot. Amikor Bohemund egyházi javakra tette rá a kezét, Imre interdiktum alá helyezte Antiochiát, és kuszajri várába menekült. Bohemund ostrom alá vette a várat, de Masoir Rajnald, Margat ura és a pátriárka más támogatói fellázadtak ellene.
IV. Balduin Heraclius jeruzsálemi pátriárkát és Châtillon Rajnaldot küldte Antiochiába közvetíteni. Előzetes tárgyalásokat követően Bohemund és Imre találkozott Antiochiában. Bohemund beleegyezett, hogy visszaadja az eltulajdonított egyházi javakat, Imre pedig visszavonta az interdiktumot, de Bohemund kiátkozását nem, mert a fejedelem nem volt hajlandó visszatérni Teodórához. A béke nem volt teljes, és az ellenzék vezérei Örmény Kilikiába menekültek.
Bohemund 1182 májusában békét kötött II. Imád ad-Dín Zangival, Aleppó urával, Imád ad-Dín azonban 1183. június 11-én kénytelen volt átengedni Aleppót Szaladinnak. Bohemund támadástól tartva eladta Tarsust III. Rupennek, Örmény Kilikia urának, hogy pénzt teremtsen elő. IV. Balduin megígérte, hogy háromszáz lovagot küld Antiochiába. Szaladin azonban nem tört be a fejedelemségbe, sőt békeszerződést írt alá Bohemunddal. 1183 őszén Bohemund részt vett azon a tanácskozáson, amelyet Balduin hívott össze, hogy a Jeruzsálemi Királyság irányításáról döntsenek. Lusignan Guidót elmozdították a régensi tisztségből, és ötéves mostohafiát, Balduint társuralkodóvá koronázták. Okmány tanúsítja, hogy Bohemund 1185 áprilisában Akkóban tartózkodott, tehát jelen lehetett IV. Balduin halálánál.
III. Rupen ostrom alá vette Lampront, riválisának, Lamproni Hetumnak a székhelyét. Hetum Bohemundtól kért segítséget. Bohemund 1185-ben lakomára hívta Rupent, és bebörtönözte. Ezután betört Kilikiába, de nem tudta megakadályozni, hogy Rupen öccse, Leó elfoglalja Lampront. Egy örmény nemes, Barbaroni Pagouran közvetítésével kötöttek békét: Rupen beleegyezett, hogy átadja Sarvandikar, Tell Hamdún, Mamistra és Adana várát, ezenfelül hűbérurának ismerte el Bohemundot. A váltságdíj kifizetése után Bohemund 1186-ban szabadon engedte Rupent, aki hamarosan visszahódította az átadott erődítményeket.

### Szaladin diadala

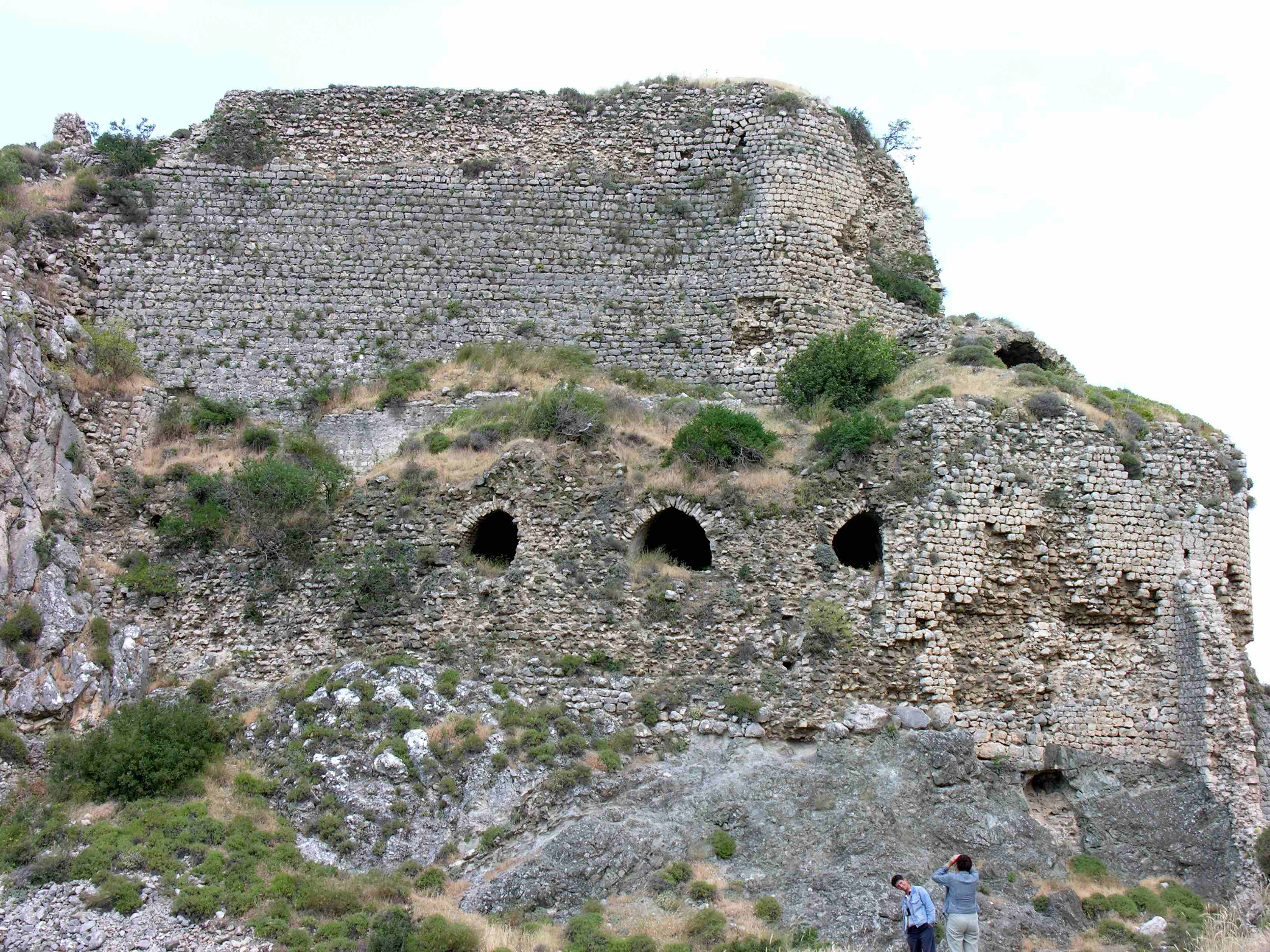
Bagrasz erődjének romjai

A gyermek V. Balduin 1186 nyarának végén meghalt. Tripoliszi Rajmund és hívei nem tudták megakadályozni, hogy Balduin anyja, Szibilla és férje, Guidó trónra kerüljön. Ibelin Balduin, az egyetlen jeruzsálemi főúr, aki nem hódolt be nekik, Antiochiába költözött, ahol Bohemundtól birtokot kapott.
Nomád szíriai türkmén bandák hatoltak be Kilikiába, és nem sokkal trónra kerülése után, 1186-ban vagy 1187-ben arra kényszerítették az ottani új uralkodót, I. Leót, ekkor még csak a „Hegyek Urát”, hogy esküdjön hűséget Bohemundnak. A türkmének Antiochiába is behatoltak, és kifosztották a Latakia körüli síkságot, valamint a közeli hegyekben levő kolostorokat. Bohemund rákényszerült, hogy fegyverszünetet kössön al-Muzaffar Umarral, Szaladin szíriai kormányzójával, aki Szaladinnal együtt részt vett a Jeruzsálemi Királyság 1187. májusi elözönlésében. Bohemund még így is ötven lovagot tudott küldeni Jeruzsálembe idősebbik fia, Rajmund vezetésével, amikor a keresztény hadsereg majdnem teljesen megsemmisült a cressoni csatában. A türkmének továbbra is be-betörtek, míg az antiochiai hadsereg le nem győzte őket.
Szaladin 1187. július 4-én döntő győzelmet aratott a jeruzsálemi hadsereg fölött a hattíni csatában. Bohemund fia azon kevés keresztény vezér közé tartozott, akik el tudtak menekülni a csatatérről. Szaladin három hónap leforgása alatt szinte az összes jeruzsálemi várost és erődöt elfoglalta. Tripoliszi Rajmund, aki 1187 végén meghalt, Bohemund fiára és örökösére, Rajmundra hagyta a Tripoliszi Grófságot. Bohemund kisebbik fiát, Bohemundot küldte Tripoliszba, mert meg volt róla győződve, hogy egy uralkodó nem tudná megvédeni Antiochiát és Tripoliszt is. Miután a fia trónra került Tripoliszban, Ibn al-Aszír szavaival III. Bohemund lett „a legnagyobb frank uralkodó” a Közel-Keleten. Bohemund katonai támogatás fejében hűségesküt ígért II. Vilmos szicíliai királynak.
Szaladin 1188. július 1-jén kezdte meg Észak-Szíria invázióját. Latakiát 22-én vagy 23-án foglalta el, Szahjúnt hat nappal később, az Orontész menti erődöket augusztusban. Miután szeptember 26-án a templomosok feladták Bagraszt, Bohemund muszlim foglyai átadásának fejében fegyverszünetet ajánlott. Szaladin elfogadta az 1188. október 1-jétől 1189. május 31-éig szóló fegyvernyugvási ajánlatot. Bohemund csak a fővárosát és Szent Simeon kikötőjét tarthatta meg. Szaladin feltételül szabta, hogy Antiochiát 1189. május vége előtt át kell adni, amennyiben addig nem érkezik erősítés. Bohemund Barbarossa Frigyestől kért segítséget, cserébe hűbéri esküt helyezett kilátásba.

### A harmadik keresztes hadjárat

A keresztes államok 1190 körül

A Szaladin fogságából nemrég kiszabadult Lusignan Guidó 1188 júliusában vagy augusztusában Antiochiába érkezett. Bohemundtól nem kapott katonai támogatást, ezért Tripoliszba ment.
Barbarossa 1189 májusában indult el a Szentföld felé. Hadjáratának fő célja Antiochia megvédése volt, de 1190. június 10-én belefulladt a kisázsiai Szalef-folyóba. Serege parancsnokságát fia, VI. Frigyes sváb herceg vette át, de a keresztesek többsége visszatért Európába. A német katonák maradéka 1190. június 21-én ért Antiochiába. Bohemund hűségesküt tett Frigyes hercegnek. Barbarossa holttestét a székesegyházban temették el, a herceg hada pedig továbbindult Jeruzsálem felé.
1191 májusában Bohemund Lusignan Guidóval és Leó királlyal Oroszlánszívű Richárd elé ment Limassolba, aki azért jött, hogy visszahódítsa a Szentföldet Szaladintól. Bohemund később, Akkó ostrománál még egyszer találkozott Richárddal, de neki sem nyújtott katonai támogatást. Leó királlyal is megromlott a viszonya, amikor az elfoglalta Bagraszt, és nem volt hajlandó átadni a templomosoknak.
Miután Richárd elhagyta a Szentföldet, Bohemund 1192. október 30-án találkozott Szaladinnal Bejrútban. Ibn al-Aszír szerint behódolt Szaladinnak, aki díszköntössel ajándékozta meg. Tízéves fegyverszünetet kötöttek, amely Antiochiára és Tripoliszra terjedt ki, de nem foglalta magában Örmény Kilikiát, noha Leó Bohemund hűbérese volt.

### Utolsó évei
Bohemund harmadik felesége, Szibilla a fiának, Vilmosnak szerette volna megszerezni a trónt, s ehhez Leó segítségét vette igénybe, akinek a felesége, Izabella Szibilla unokahúga volt. Leó 1194 elején meghívta Bohemundot és családját Bagraszba, mondván, tárgyalni akar az erőd átadásáról, akár Antiochiának, akár a templomosoknak. A meghívás csapda volt: Leó elfogta és fővárosába, Sziszbe hurcoltatta Bohemundot.
Bohemund kénytelen volt átengedni Antiochiát Leónak. Marsallját, Tirel Bertalant az örmény sereg mellé rendelte, amely Szaszoni Hetummal az élén Antiochiába indult. Az antiochiai nemesek beengedték a városba Leó katonáit, a főleg görög és nyugat-európai származású polgárok azonban ellenezték Leó uralmát. Amikor egy örmény katona gyalázkodó megjegyzést tett Arles-i Szent Hilárra, akinek nevét a fejedelmi kápolna viselte, lázongás tört ki, és az örmények kénytelenek voltak kivonulni a városból. A polgárok összegyűltek a székesegyházban, és Imre pátriárka vezetésével kommunába szerveződtek. Bohemund idősebbik fiát, Rajmundot bebörtönzött apja régensévé kiáltották ki. Rajmund öccse, Bohemund is hazasietett Tripoliszból, és az örmény erők kénytelen-kelletlen visszatértek Kilikiába.
I. Henrik jeruzsálemi király 1195 elején Antiochiába ment, hogy békét teremtsen. Bohemund lemondott a Kilikia fölötti hűbérúri hatalmáról és Bagraszról, ezután Leó kísérőivel együtt szabadon engedte. Nem sokkal később Bohemund fia, Rajmund feleségül vette Leó unokahúgát és örökösét, Alizt.
Rajmund 1197 elején meghalt, de özvegye posztumusz fiúnak, Rupen Rajmundnak adott életet. III. Bohemund Kilikiába küldte Alizt és a csecsemőt, vagy azért, hogy Szibillától született fiának biztosítsa Antiochiát, vagy azért, hogy garantálja biztonságukat. 1197 októberében Bohemund segített I. Henrik brabanti hercegnek elfoglalni Bejrútot. Nem sokkal később ostrom alá vette Dzsabalát és Latakiát, de vissza kellett térnie Antiochiába, hogy fogadja Wittelsbach Konrád mainzi érseket, pápai legátust. Az érsek azért jött Antiochiába, hogy biztosítsa Rupen Rajmund öröklését Bohemund után. Konrád követelésére Bohemund összehívta az antiochiai nemeseket, akik hűségesküt tettek unokájának.
Tripoliszi Bohemund apja törvényes örökösének tekintette magát, mert ő volt Bohemund legidősebb, életben levő fia. 1198 végén Antiochiába jött, és rábírta a kommunát, hogy őt ismerje el uralkodónak. Hamarosan vissza kellett térnie Tripoliszba, apjára hagyva az államügyek intézését, ami arra vall, hogy az idősebbik Bohemund támogatta fia puccsát. Leó a szentszékhez fordult, hogy megvédje Rupen Rajmund érdekeit, a templomosok viszont őt panaszolták be, amiért nem volt hajlandó visszaszolgáltatni nekik Bagraszt.
Bohemund 1201 áprilisában hunyt el. Fia, IV. Bohemund Antiochiába sietett a temetésre. A kommuna fejedelemmé kiáltotta ki, de sok nemes, aki hű maradt Rupen Rajmundhoz, Kilikiába menekült. A rákövetkező antiochiai örökösödési háború egészen Leó haláláig, 1219 májusáig tartott.

## Családja
Bohemund első feleségéről, Harenci Orgueilleuse-ről először egy 1170-es keltezésű oklevélben esik szó, vagyis 1170-ben vagy előtte vehette feleségül. Utolsó említésének dátuma 1175 februárja vagy márciusa. Ő volt az anyja Bohemund két idősebbik fiának, Rajmundnak és Bohemundnak.
Bohemund második felesége, Teodóra (a Lignages d’Outremer Irénnek nevezi) I. Manuél bizánci császár közeli rokona, talán unokahúga volt, és egyben valószínűleg Komnéna Mária jeruzsálemi királyné nénje. A Lignages szerint Teodóra életet adott egy Konstancia nevű leánygyermeknek, akit azonban más források nem említenek. Manuél halála után, 1180-ban Bohemund eltaszította magától Teodórát.
Szibillát, Bohemund harmadik feleségét Türoszi Vilmos boszorkánynak nevezi, aki „gonosz praktikákkal” csábította el a férfit. Szíriai Mihály egyszerűen szajhának minősíti Szibillát. Szibilla nővére Bohemund vazallusának, Burzey urának felesége volt. Bohemund és Szibilla lánya, Aliz a dúsgazdag Embriaco Guidóhoz, Gibelet (Büblosz) urához ment feleségül. Fiukat, Vilmost II. Vilmos szicíliai királyról nevezhették el.

## Fordítás
Ez a szócikk részben vagy egészben  a   Bohemond III of Antioch című angol Wikipédia-szócikk ezen változatának fordításán alapul.  Az eredeti cikk szerkesztőit annak laptörténete sorolja fel. Ez a jelzés csupán a megfogalmazás eredetét és a szerzői jogokat jelzi, nem szolgál a cikkben szereplő információk forrásmegjelöléseként.